# Войноральский, Порфирий Иванович
Порфи́рий Ива́нович Войнора́льский (Войнаральский) (15 [27] августа 1844 — 17 [29] июля 1898) — российский революционер-народник, один из главных организаторов «хождения в народ».

## Биография
Родился 15 (27) августа 1844 в селе Липовка Мокшанского уезда Пензенской губернии (ныне в Лунинском районе Пензенской области). Он был незаконнорождённым сыном богатой пензенской помещицы В. М. Кугушевой и мирового судьи Ларионова.
Окончив в 1860 году Пензенскую гимназию, он без экзаменов поступил на медицинский факультет Московского университета.
4 октября 1861 года около шестисот студентов университета участвовали в демонстративном шествии на могилу крупного общественного деятеля, профессора Т. Н. Грановского. Был среди них и Войноральский. Спустя неделю в университете начались студенческие волнения. По приказу генерал-губернатора некоторых из участников волнений арестовали. Возмущённые студенты направились к губернатору требовать объяснений, но были встречены полицией и жандармами. Порфирий Войноральский оказался среди той части студентов, которые были загнаны во двор Тверской полицейской части. За участие в этих студенческих беспорядках был сослан административно в Архангельскую губернию.
По возвращении был мировым судьей и председателем съезда мировых судей Саратовской губернии. Один из первых народников-пропагандистов. Пожертвовал все своё состояние (40 000 рублей) на революционные цели.
В 1873—1874 годах был одним из главных руководителей «хождения в народ».
В 1874 году организовал в Москве в целях пропаганды столярную и сапожную мастерские. Дал средства И. Н. Мышкину на печатание запрещённых книг.
Арестован 24 июля 1874 года в Самаре. Этапирован в Санкт-Петербург.
В 1878 году пытался бежать из Дома предварительного заключения.
По Процессу ста девяноста трёх приговорён к 10 годам каторжных работ. Отправлен в Новоборисоглебский централ, где пробыл до 13 октября 1880 года. Во время перевозки в место заключения 1 июля 1878 года народниками в Харькове совершена попытка освободить его силой, однако неудачно. Во время перестрелки с охраной погиб жандарм. Один из участников нападения, Алексей Фёдорович Медведев, был задержан и осуждён.
С февраля 1882 года был на Карийской каторге, в 1884 году вышел на поселение в Верхоянском округе в Якутии. В 1888 году ему разрешено заниматься торговлей и разъезжать по окргу. В 1890 году Войноральский переехал в Якутск. С 1891 года заведовал там образцовой сельско-хозяйственной фермой. В 1890-х годах публиковался в сибирских периодических изданиях под псевдонимом Огоннер. Вернулся в Россию, участвовал в политической деятельности. Получил право приписки в крестьяне и сокращение срока ссылки в Сибирь по манифесту 14 мая 1896 года. В марте 1897 года получив разрешение, выехал в Таврическую губернию. Скоропостижно скончался 17 июля 1898 года в городе Купянске Харьковской губернии.

## Происхождение фамилии
Необычно происхождение фамилии Войноральского. Она была образована из фамилии отца (Ларионов), прочитанной наоборот. При этом в конце были добавлены мягкий знак и -ский и для благозвучности буква и была заменена на й и переставлена с 4-го места по порядку на третье, то есть поставлена перед буквой о. В противоположность тому, как сам Войноральский расписывался в бумагах и его фамилия писалась в служебных и других документах, в более позднее время написание его фамилии изменили, и во многих исторических работах и справочниках она печаталась Войнаральский.

## Семья
- Жена (с октября 1873) — Надежда Павловна Войнаральская, урождённая Доронина (1853—?), дочь судебного следователя из Пензы. Арестована вместе с А. И. Фаресовым 1 июня 1874 года на пароходной пристани Саратова. Доставлена в Москву, где дала откровенные показания. Освобождена из-под стражи, жила под политическим надзором в Санкт-Петербурге. Оправдана на Процессе ста девяноста трёх. Выслана под полицейский надзор в Галич Костромской губернии. 12 декабря 1881 года срок надзора продлён ещё на три года[3].